# The Machine Stops
The Machine Stops è il ventinovesimo album in studio del gruppo musicale britannico Hawkwind, pubblicato nel 2016.

## Il disco
Si tratta di un concept album ispirato al racconto omonimo di E. M. Forster del 1909. 

## Tracce
Tutte le tracce sono state scritte da Dave Brock eccetto dove indicato.

1. All Hail The Machine – 3:24 (Brock, Jonathan Darbyshire)
2. The Machine – 4:39 (Brock, Darbyshire, Richard Chadwick)
3. Katie – 0:56
4. King Of The World – 2:51
5. In My Room – 3:43
6. Thursday – 4:09
7. Synchronized Blue – 5:24
8. Hexagone – 4:52 (Phil Reeves)
9. Living on Earth – 6:27
10. The Harmonic Hall – 4:56 (Niall Hone)
11. Yum Yum – 1:04
12. A Solitary Man – 5:03
13. Tube – 4:28
14. Lost In Science – 6:33

## Formazione
- Dave Brock - voce, chitarra, sintetizzatore
- Richard Chadwick - batteria
- Mr Dibs - voce, basso
- Niall Hone - sintetizzatore, basso
- Dead Fred - tastiera
- Haz Wheaton - basso